# Tilde Bork
Tilde Bork Pedersen (født 3. august 1993 i Dianalund) er en dansk tidligere politiker der var i Folketinget for Dansk Folkeparti fra 2015–2019. Student fra Sorø Akademi 2012.

## Baggrund
Tilde Bork er datter af bager Allan Bork Pedersen og bager Mona Pedersen. Hun er gift med Anders Ladegaard Bork.

## Politisk karriere
Tilde Bork var opstillet til Europa-Parlamentsvalget 2014. Her fik hun 1.729 personlige stemmer.
Året efter blev Bork valgt for Østjyllands Storkreds ved Folketingsvalget 2015.
I storkredsen opnåede hun 3.198	personlige stemmer.
Hun blev valgets yngste folketingsmedlem.